# Chrysopilus decoratus
Chrysopilus decoratus är en tvåvingeart som beskrevs av de Meijere 1911. Chrysopilus decoratus ingår i släktet Chrysopilus och familjen snäppflugor. Inga underarter finns listade i Catalogue of Life.